# Good News for People Who Love Bad News
Albums de Modest Mouse
The Moon & Antarctica
(2000) We Were Dead Before the Ship Even Sank
(2007)
Good News For People Who Love Bad News est le quatrième album du groupe de rock indépendant Modest Mouse, sorti le 6 avril 2004 sur le label Epic Records.
C'est avec cet opus que Modest Mouse eût leur plus gros succès, l'album s'étant vendu à plus d'un million et demi d'exemplaires en 2006. Il fut également nommé pour le Grammy Award du meilleur album de musique alternative en 2005.
Il s'agit du seul album du groupe sur lequel ne figure pas le membre fondateur Jeremiah Green, qui avait alors temporairement quitté le groupe.

## Liste des titres
Toutes les chansons sont écrites et composées par Modest Mouse.
| No  | Titre                         | Durée |
| --- | ----------------------------- | ----- |
| 1.  | Horn Intro                    | 0:09  |
| 2.  | The World at Large            | 4:32  |
| 3.  | Float On                      | 3:28  |
| 4.  | Ocean Breathes Salty          | 3:49  |
| 5.  | Dig Your Grave                | 0:13  |
| 6.  | Bury Me with It               | 3:49  |
| 7.  | Dance Hall                    | 2:57  |
| 8.  | Bukowski                      | 4:14  |
| 9.  | This Devil's Workday          | 2:19  |
| 10. | The View                      | 4:13  |
| 11. | Satin in a Coffin             | 2:35  |
| 12. | Interlude (Milo)              | 0:58  |
| 13. | Blame It on the Tetons        | 5:25  |
| 14. | Black Cadillacs               | 2:43  |
| 15. | One Chance                    | 3:04  |
| 16. | The Good Times Are Killing Me | 4:16  |

## Membres
- Isaac Brock – chant, guitare, banjo
- Dann Gallucci - guitare
- Eric Judy – guitare basse
- Tom Peloso – contrebasse, fiddle
- Benjamin Weikel – batterie